# Poecilimon haydari
Poecilimon haydari är en insektsart som beskrevs av Willy Adolf Theodor Ramme 1951. Poecilimon haydari ingår i släktet Poecilimon och familjen vårtbitare. Inga underarter finns listade i Catalogue of Life.